# Skoczek zmienny
Skoczek zmienny (Omocestus rufipes) – gatunek owada prostoskrzydłego z rodziny szarańczowatych (Acrididae) o palearktycznym zasięgu występowania. 
W Polsce jest gatunkiem rzadkim, występującym lokalnie na rozproszonych stanowiskach, wykazanym z centralnej i południowej części kraju.